# 아스완주

아스완주의 위치

아스완주(영어: Aswan Governorate, 아랍어: أسوان)는 이집트 남부에 있는 주로, 남쪽으로 수단과 국경을 접한다. 주도는 아스완이다. 면적은 34,608km2이고, 인구는 1,100,000명(2001년)이다.